# Pleuraphodius stehliki
Pleuraphodius stehliki är en skalbaggsart som beskrevs av S. Endrödi 1977. Pleuraphodius stehliki ingår i släktet Pleuraphodius och familjen Aphodiidae. Inga underarter finns listade i Catalogue of Life.